# 鰩目
鳐目（學名：Rajiformes）又名鳐形目、鯆魮目，是一群身体扁平的软骨鱼，属于板鳃类。在基因上和鲨鱼很接近，尤其和猫鲨科更接近，因此和鲨同属于一类。鳐一般在海底营底栖生活，口和鳃裂均位于腹面，塔斯马尼亚谷鳐可以进入河口中的的淡海水交替区域生活，胸鳍大，臀鳍消失，肉食性，尾鳍退化，以鱼和软体动物为食物。该目也是鳐总目中最古老的目，同时也是软骨鱼纲中种数最大的目。

## 下级分类
目前已知的鰩目包含了4個現存及5個已滅絕的科：
- 無鰭鰩科 Anacanthobatidae
- 單鰭鰩科 Arhynchobatidae
- 吞鰩科 Gurgesiellidae
- 鰩科 Rajidae
- †硬吻鰩亞目 Sclerorhynchoidei
  - †髖鋸鰩科（英语：Ischyrhizidae） Ischyrhizidae
  - †硬尖犁頭鰩科 Sclerorhynchidae
  - †帆鋸鰩科（英语：Onchopristidae） Onchopristidae
  - †褶鰩科 Ptychotrygonidae
  - †裂根鰩科（英语：Schizorhizidae） Schizorhizidae

部分犁頭鰩目物種原先也被分類於此。